# Lucas Grabitz
Lucas Elias Grabitz (* 2. August 2001 in Hamm) ist ein ehemaliger deutscher Handballspieler. Der 1,94 Meter große Torwart spielte für GWD Minden in der 2. Bundesliga.

## Handball
Grabitz spielte zunächst früh Fußball, wechselte im Alter von sechs Jahren jedoch bereits zum Handball und begann beim durch Fusion neu gegründeten Hammer SC 2008. 2012 wechselte er in die D-Jugend des ASV Hamm-Westfalen. Nach zwei Jahren entschloss er, sich ins Handball-Leistungszentrum der Ahlener SG zu begeben. Hier wurde auch der DHB auf ihn aufmerksam und lud ihn mehrmals zu einem Sichtungslehrgang ein. Mit der C-Jugend wurde Grabitz in der Saison 2015/16 nacheinander zunächst Süd-Westfalenmeister, dann Westfalenmeister und nach einer Final-Niederlage gegen ART Düsseldorf schließlich Vize-Westdeutscher Meister.
2017 schloss er sich der B-Jugend von GWD Minden an, mit der er bis ins Halbfinale der Deutschen Meisterschaft vorstieß, dort aber dem SC Magdeburg unterlag. In der Saison 2018/19 verpasste Grabitz mit der A-Jugend die K.-o.-Runde (Viertelfinale). Bereits ab Anfang 2019 trainierte er bei der Bundesliga-Mannschaft mit und kam in Testspielen zum Einsatz. In seiner letzten A-Jugend-Saison 2019/20 wurde er zum Kapitän des Teams ernannt und man lag bis zum Saison-Abbruch aufgrund der COVID-19-Pandemie auf Rang zwei der zweigeteilten Meisterrunde.
Parallel wirkte er bereits bei Spielen der zweiten Mannschaft in der 3. Liga mit, in deren Kader er zur Saison 2020/21 ohnehin rückte. Nach vier Saisonspielen wurde die Saison Anfang November 2020 jedoch erneut unterbrochen und mit alternativem Modus ab April 2021 – jedoch ohne GWD Minden II – beendet.
Zur Saison 2021/22 unterzeichnete Grabitz einen Profi-Vertrag mit zweijähriger Laufzeit. Nach dem Bundesligaaufstieg im Jahr 2025 beendete er aufgrund seiner akademischen Laufbahn seine Karriere.

### Erfolge
- Westfalenmeister (C-Jugend) 2016
- Vize-Westdeutscher Meister (C-Jugend) 2016
- Halbfinale Deutsche Meisterschaft (B-Jugend) 2018
- Norddeutscher Meister (A-Jugend) 2019/2020

## Schule und Studium
Grabitz übersprang zunächst die dritte Klasse. In der achten Klasse absolvierte er in einem Krankenhaus ein Praktikum, durch das sich sein Wunsch Arzt zu werden bildete. Für die zehnte Klasse wechselte er von einem Hammer Gymnasium auf das Ahlener Berufskolleg St. Michael. Da die Stundenpläne kompakter strukturiert waren als an einem Gymnasium, konnte er so den Leistungssport und Schule effizienter verbinden. Dieses bedeutete aufgrund des kaufmännischen Schwerpunkts jedoch, dass seine Leistungsfächer BWL und Deutsch waren, welche für seinen Berufswunsch nicht optimal waren. Optional kam für Grabitz jedoch auch ein Studium der Wirtschaftswissenschaft in Betracht. Bereits im Alter von 16 Jahren bestand er sein Abitur mit der Note 1,0.
Knapp zwei Monate nach seinem 17. Geburtstag nahm er ein Studium der Medizin an der Medizinischen Hochschule Hannover auf. Aufgrund der COVID-19-Pandemie unterstützte er im Frühjahr 2020 zudem die Pfleger des Hochschul-Klinikums. Auf dem Weg zu seinem Physikum, welches er im Sommer 2021 ablegen möchte, absolvierte er unter anderem ein Krankenpflegepraktikum im Krankenhaus Bückeburg.

## Privates
Bis zu seinem 17. Lebensjahr wohnte Grabitz in seinem Elternhaus in Hamm und pendelte von 2014 bis 2017 nach Ahlen sowie von 2017 bis 2018 nach Minden. Seitdem wohnt er in einer sechsköpfigen Wohngemeinschaft und pendelt nach Hannover.